# Joker Out
Joker Out is een Sloveense muziekgroep.

## Biografie
In 2016 ging de band Apokalipsa, waarvan Bojan Cvjetićanin, Martin Jurkovič, Matic Kovačič en Luka Škerlep lid waren, uit elkaar. Cvjetićanin, Jurkovič en Kovačič besloten daarop samen met Kris Guštin en Jan Peteh een nieuw project op te zetten genaamd Joker Out. Hun eerste liveoptreden vond plaats in mei 2016 op Festival na gaju in Ljubljana. In 2020 verving Jure Maček drummer Matic Kovačič. In hetzelfde jaar wonnen ze de muziekprijs Zlata piščal voor beste opkomende band, gevolgd door de prijs voor artiest van het jaar in 2021 en 2022.
In oktober 2021 kwam debuutalbum Umazane misli uit, gevolgd door het tweede album Demoni in augustus 2022. Kort daarna kondigde bassist Martin Jurkovič zijn afscheid van de band aan om zijn studie in het buitenland af te ronden; Nace Jordan verving hem.
Op 8 december 2022 maakte Radiotelevizija Slovenija bekend dat het Joker Out intern hadden geselecteerd als de Sloveense vertegenwoordiger op het Eurovisiesongfestival 2023 in het Britse Liverpool. Dit was pas de tweede keer in 27 inzendingen dat de Sloveense inzending intern werd geselecteerd. Later op 4 februari 2023 werd het nummer Carpe Diem ten horen gebracht. In de eerste halve finale werden ze vijfde, waarmee ze doorstootten naar de finale. Hierin werden ze uiteindelijk 21e, met 78 punten. In het najaar van 2023 trekt de band op Europese tournee door onder meer Polen, Finland, Nederland en Spanje.

## Albums en singles
- Omamljeno telo (single) - 2017
- Gola (single) - 2019
- Vem da greš (single) - 2020
- Umazane misli (single) - 2020
- A sem to povedal (single) - 2021
- Umazane misli (album) - 2021
- Demoni (album) - 2022
- Katrina (single) - 2022
- Demoni MAC 2023 (single)  - 2023
- Carpe diem (single) - 2023
- Carpe diem (English version) (single) - 2023
- New wave (single) -2023
- Sunny side of Londen (single) - 2023
- Live from Arena Stožice (album) - 2023
- Everybody's waiting (single) - 2024
- Tudi Jaz (feat. Joker Out) Gušti - 2024
- Šta Bih Ja (single) - 2024
- Bluza (single) - 2024
- Stephanie (single) - 2024
- Souvenir Pop (album) - 2024